# Köhlbrandbrücke

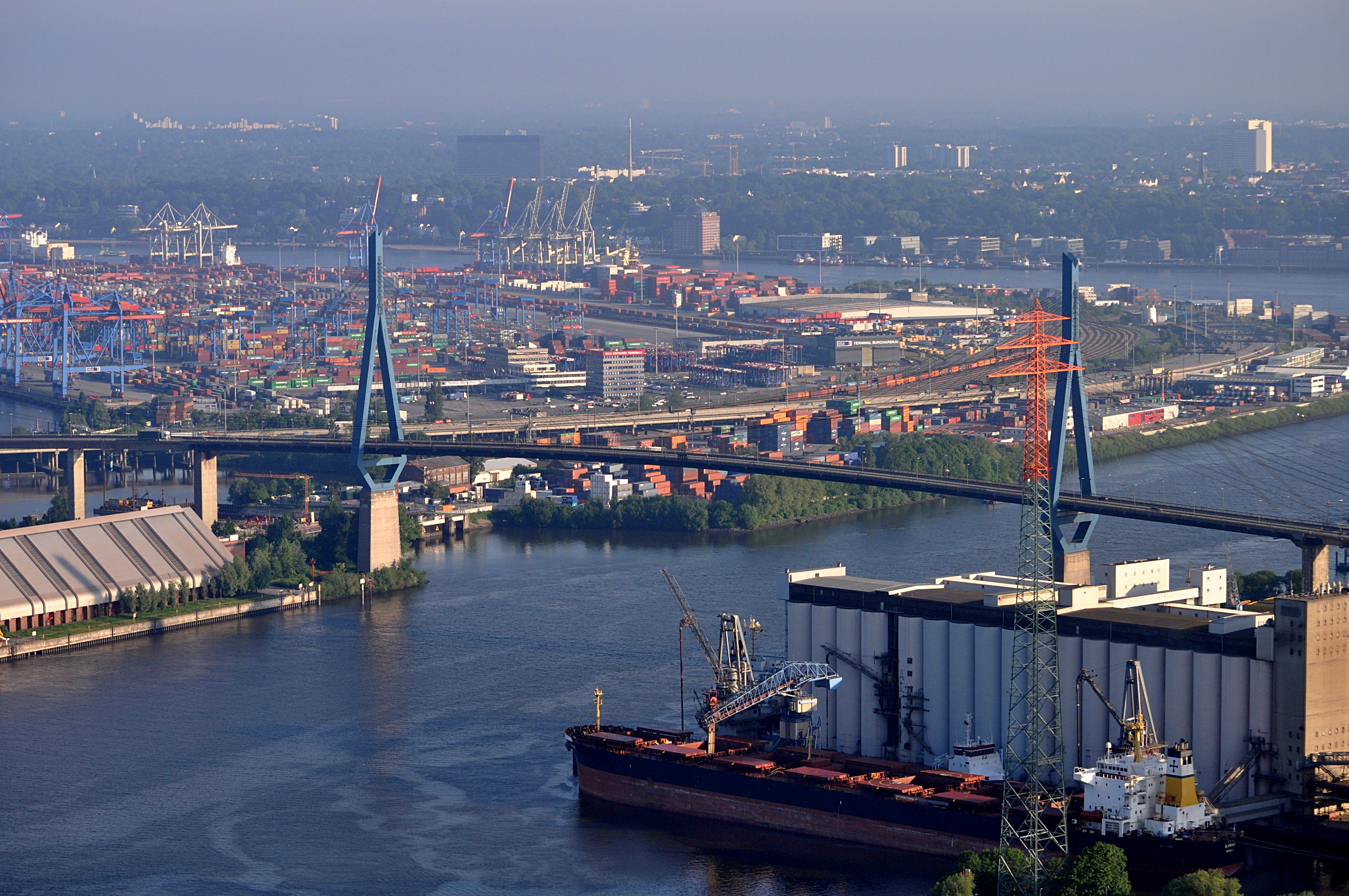
Köhlbrandbrücke

Köhlbrandbrücke är en bro i Hamburg som förbinder ön Wilhelmsburg med motorvägen Bundesautobahn 7. Bron går över Köhlbrand och invigdes 1974.